# Yacimiento íbero de Los Castellares
Los Castellares es un yacimiento prerromano situado en un cerro superior, muy próximo a las Hoces del río Mira y a la Hoya Hermoso, en el término municipal de Mira. Su utilización pudo ser durante el periodo del ibérico pleno, es decir, entre el siglo IV hasta el II-I A.D.C
Los factores que condicionan la función y el establecimiento de un asentamiento ibérico son diversos: posibles vías de comunicación, la topología, la visibilidad, la proximidad a los cursos de agua, los recursos del suelo etc. En el caso de los Castellares todo parece indicar que tendría una función tanto de explotación del medio, como también de carácter estratégico. Su economía pudo basarse en la combinación de la explotación agrícola y pastoreo, u otras actividades como la minería o la recogida de madera. Su carácter estratégico le vendría por estar situado en un punto de amplio control visual y de posibles vías de comunicación naturales.
En la actualidad los restos constructivos son muy escasos, el elemento más destacado es la utilización de una gran roca del lugar como elemento de construcción.
Desde lo alto de Los Castellares las vistas panorámicas son de una inmensidad espectacular: Hoces del río Mira, Hoya Hermoso, montes y pinos, el infinito, el sosiego, la paz.
- Datos: Q6169618